# نورث بيرك
نورث بيرك (بالإنجليزيَّة: North Berwick، وتُلفظ: /ˈbɛrɪk/، بالغيليَّة الإسكتلنديَّة: Bearaig a Tuath) هي بلدة ساحليَّة وبلدة ملكيَّة سابقة تقع في منطقة لوثيان الشرقية بإسكتلندا. تقع نورث بيرك على الشاطئ الجنوبي لخور فورث على بعد نحو 32 كيلومترًا (20 ميلًا) شمال شرقي العاصمة إدنبرة. أضحت البلدة واحدة من المنتجعات السياحيَّة المرموقة خلال القرن التاسع عشر بسبب خليجيها الرمليين وهما الخليج الشرقي (أو خليج ميلسي) والخليج الغربي. ما تزال البلدة تجذب السواح والزوار حتى يومنا هذا. يوجد ملعب للغولف عند نهاية كل خليج.

## الكنائس
يوجد في البلدة عدد من الكنائس ومن بينها:

### كنيسة إسكتلندا
- كنيسة الدير[3]
- كنيسة الأبرشية[4]
- كنيسة القديس أندرو بلاكادر[5]
- كنيسة القديس أندرو القديمة[6]

### الكنيسة الكاثوليكية
- كنيسة سيدتنا نجمة البحر[7]

### كنائس أخرى
- كنيسة نورث بيرك المعمدانية[8]
- زمالة نورث بيرك المسيحية[9]
- كنيسة القديس بالدرد الأسقفية[10]

## وصلات خارجية
- موقع نورث بيرك (بالإنجليزية)